# Vera Henriksen
Vera Henriksen, född Vera Roscher Lund den 22 mars 1927 i Oslo, död 23 maj 2016, var en norsk författare. Hon bodde i USA 1946–1963, där hon studerade arkitektur och konsthistoria. Hon skrev många böcker som utspelar sig under medeltiden eller andra historiska epoker. Flera av hennes böcker behandlar den problematiska övergången från nordisk mytologi till kristendomen. Hon debuterade 1961 med Sølvhammeren, första delen i Sigridtrilogin. Den andra delen, Jærtegn, kom 1962, och den sista, Helgekongen, året efter.
Henriksen skrev också sagospel, bland annat Asbjørn Selsbane och Sverdet.